# Паллотины
Паллоти́ны (Общество католического апостольства, лат. Societas Apostolatus Catholici, S.A.C.) — католическое общество апостольской жизни, основанное святым Викентием Паллотти в 1846 году. Девиз конгрегации — «Caritas Christi urget nos» (Любовь Христова побуждает нас).

## История

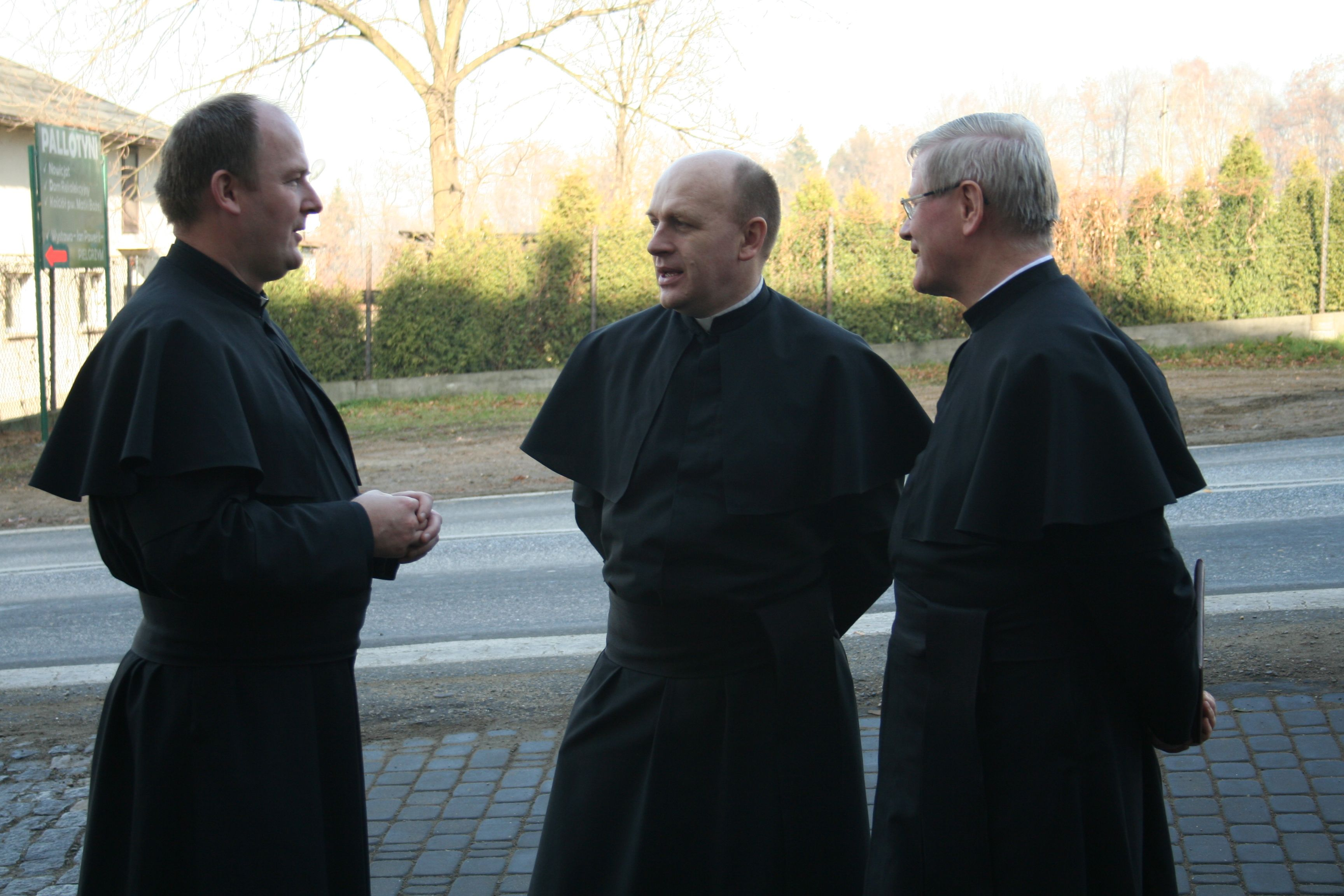
Паллотины

В 1835 году Викентий Паллотти основал Объединение католического апостольства, призванное укреплять веру католиков и вести миссионерскую деятельность среди неверующих. Новаторством объединения стало привлечение мирян к апостольской деятельности. В 1846 году как ядро объединения было создано Общество католического апостольства, куда входили священники и монахи. К моменту смерти св. Викентия общество насчитывало всего 12 членов и 2 обители, но под руководством деятельных преемников св. Викентия на посту руководителя общества паллотинцы начали быстро развиваться. В конце XIX века у общества появились миссии на других континентах, в 1890 году были приняты устав и конституция общества. Наряду с проповеднической и миссионерской работой, важной сферой деятельности паллотинов стало издание религиозной литературы. Большое развитие общество получило в Польше, польская провинция была основана в 1936 году, в 1948 году в Познани начало работать издательство Pallottinum. Паллотины Иосиф Янковский и Иосиф Станек погибли во Вторую мировую войну от рук немецких оккупантов, были причислены к лику блаженных. Паллотин Станислав Шульминский погиб в советском лагере, в настоящее время идёт процесс подготовки его беатификации.
В XX веке расширилась миссионерская активность паллотинцев, миссии общества появились в Индии, Африке и бассейне Амазонки. Паллотинцам принадлежит самая большая церковь мира — Нотр-Дам-де-ла-Пэ в Кот-д'Ивуаре.

## Современное состояние
Паллотины работают на всех континентах. По данным на 2014 год в обществе насчитывалось 2368 членов, из них 1704 священника. Конгрегации принадлежит 385 обителей. Существует ряд женских конгрегаций, руководствующихся паллотинской духовностью (см. паллотинки).